# توم نيل
توم نيل (بالإنجليزية: Tom Neal)‏ (28 يناير 1914 بإيفانستون في الولايات المتحدة - 7 أغسطس 1972 في الولايات المتحدة) هو ممثل تلفزيوني وممثل مسرحي وملاكم أمريكي.

## روابط خارجية
- توم نيل على موقع IMDb (الإنجليزية)
- توم نيل على موقع الموسوعة البريطانية (الإنجليزية)
- توم نيل على موقع ألو سيني (الفرنسية)
- توم نيل على موقع أول موفي (الإنجليزية)
- توم نيل على موقع قاعدة بيانات برودواي على الإنترنت (الإنجليزية)
- توم نيل على موقع قاعدة بيانات برودواي على الإنترنت (الإنجليزية)
- توم نيل على موقع قاعدة بيانات الأفلام السويدية (السويدية)
- توم نيل على موقع إن إن دي بي (الإنجليزية)
- توم نيل على موقع قاعدة بيانات الفيلم (الإنجليزية)
- توم نيل على موقع كينوبويسك (الروسية)